# Drassyllus dromeus
Drassyllus dromeus är en spindelart som beskrevs av Chamberlin 1922. Drassyllus dromeus ingår i släktet Drassyllus och familjen plattbuksspindlar. Inga underarter finns listade i Catalogue of Life.